# André Muhirwa
André Muhirwa (Murete, 1920 - 28 de abril de 2003) fue un político burundés, que se desempeñó como Primer ministro del Reino de Burundi entre 1961 y 1963. También ocupó el puesto de Ministro del Interior e Información en el gabinete de Louis Rwagasore.

## Primeros años
Nació en 1920 en Murete (Provincia de Muyinga), entonces parte de la colonia belga de Ruanda-Urundi. Hijo de un destacado jefe local, Mbanzabugabo, pertenecía al linaje Batare de la etnia Ganwa. Tras la muerte de su padre en 1930 y las protestas contra el heredero designado, el gobierno colonial lo obligó a exiliarse junto con sus hermanos en Tanganica. Regresó a Burundi a finales de 1931 y con la asistencia de un sacerdote católico, estudió en el Groupe Scolaire de Astrida, de donde se graduó en 1942. Desde entonces hasta 1944 se desempeñó como secretario en la oficina del distrito de Bururi.

## Carrera política
En 1944 se le concedió la jefatura de la pequeña población de Buhumuza en el territorio de Ruyigi. El puesto estaba alejado de su lugar de origen y luego relató en una entrevista que mientras lo ocupaba se sentía como si todavía estuviera en el exilio. En 1952 se casó con Rosa Paula Iribagiza, la hija del Mwami (rey) de Burundi, Mwambutsa IV de Burundi.El matrimonio fue parte de un acuerdo alcanzado por Muhirwa para asumir la jefatura de su padre, con el apoyo de los jefes Ntitendereza y Barusasiyeko, la cual se le concedió al año siguiente. Posteriormente se convirtió en un firme partidario del linaje Bezi de los Ganwa y se acercó a la monarquía. Mantuvo buenas relaciones con el Rey incluso después de separarse de Iribagiza.
En 1958 se convirtió en firme partidario del príncipe Louis Rwagasore y se afilió a su partido, la Unión para el Progreso Nacional (UPRONA), convirtiéndose en uno de sus vicepresidentes en abril de 1960.En octubre de 1960 huyó de Urundi y se dirigió a Tanganica, pero regresó en agosto de 1961 para ayudar a Rwagasore a preparar a la UPRONA de cara a las elecciones generales de septiembre de 1961. Tras la victoria del UPRONA, Rwagasore se alzó como primer ministro y lo nombró como Ministro del Interior en su gobierno.
Apenas unas semanas después, el 13 de octubre, Rwagasore fue asesinado y Muhirwa fue designado para reemplazarlo en el puesto de Primer ministro el 19 de octubre. La Asamblea Legislativa le dio su confianza con 50 votos a favor frente a dos en contra. Jean Ntiruhama lo reemplazó como Ministro del Interior. En la sesión de la Asamblea Legislativa del 22 de octubre, alegando «la distracción de los acontecimientos recientes», se negó a ofrecer un programa de gobierno y el organismo permaneció sin rumbo los siguientes meses. Acusó a la administración belga, concretamente al Gobernador General Jean-Paul Harroy, de ser cómplice del asesinato de Rwagasore, aunque vaciló en esta posición, expresando en algunos momentos preocupación por el futuro de las relaciones belga-burundeses pero también enfrentándose a la presión de su Gobierno y la opinión pública para condenar a los belgas. Asistió a la ejecución pública de los asesinos de Rwagasore en enero de 1963.
La muerte de Rwagasore avivó las divisiones al interior de la UPRONA, alimentando la rivalidad entre Muhirwa y un político hutu, Paul Mirerekano. Ambos afirmaron ser herederos del legado del difunto primer ministro y ambos buscaron convertirse en presidente de la UPRONA a raíz de él. Muhirwa reclamó la presidencia argumentando que, dado que había asumido el puesto de Rwagasore en el gobierno, tenía derecho a liderar el partido. Mirerekano impugnó esto alegando que Rwagasore lo había nombrado presidente interino del partido a mediados de 1961. Un grupo de varios líderes de la UPRONA se reunió el 4 de julio de 1962 para resolver la disputa y confirmó a Muhirwa como presidente del partido. Sin embargo, Mirerekano se negó a ceder y, ante la intervención directa del Rey, se celebró un Congreso Nacional de la UPRONA en septiembre, lo que llevó a que ambos hombre se les asignaran vicepresidencias del partido. La disputa por el liderazgo del partido llevó al choque entre dos facciones internas, con Muhirwa liderando el «grupo de Casablanca» (De fuerte orientación antioccidental) y con Mirerekano al frente del «grupo de Monrovia» (Más moderado respecto a Occidente).
Como primer ministro, encabezó una delegación sede de la Organización de Naciones Unidas en febrero de 1962 para discutir los términos de la independencia de Burundi, donde se opuso a la permanencia de tropas belgas en Burundi. Asistió a las ceremonias para conmemorar la independencia del Reino de Burundi el 1 de julio de 1962 y posteriormente presentó la solicitud de membresía de Burundi en las Naciones Unidas. También firmó la orden de promulgación de la nueva Constitución del Reino de Burundi junto al Rey y al Ministro de Justicia, Claver Nuwinkware.
Después de la Independencia, el Rey Mwambutsa se involucró cada vez más en la política nacional. En marzo de 1963, Muhirwa ordenó el arresto de tres líderes del «grupo de Monrovia» - incluyendo al presidente de la Asamblea Nacional, Thaddée Siryuyumunsi -, por supuestamente conspirar contra el gobierno, pero el Rey intervino y ordenó su liberación. La Asamblea Nacional, en oposición directa al gobierno de Muhirwa, nombró posteriormente a Siryuyumunsi y a otras dos figuras de la oposición para el Consejo de la Corona del Rey el 22 de mayo. El 1 de junio, anunció el nombramiento de un nuevo Ministro de Obras Públicas, el cual fue vetado por el Rey, argumentando que la corona tenía derecho a elegir a sus ministros. El 7 de junio, en la Asamblea Nacional se presentó una moción de censura contra su gobierno por el anterior encarcelamiento del presidente de la Asamblea. Ante la creciente oposición parlamentaria y las intervenciones del Rey, presentó su renuncia como primer ministro ese día, siendo reemplazado por Pierre Ngendandumwe.
A pesar de esto, mantuvo su puesto en la UPRONA y siguió siendo influyente en la política nacional como líder del «grupo de Casablanca». En 1964 fue nombrado Ministro de Estado en el gobierno del primer ministro Albin Nyamoya.
En 1965 fue elegido Senador. Tras el intento de golpe de Estado ese mismo año, se encargó de dirigir las represalias del gobierno contra los intelectuales hutus. Fue designado Ministro de Estado del gobierno del primer ministro Léopold Biha el 15 de marzo de 1966.Orquestó el golpe de Estado en julio de 1966 que instauró el gobierno de Ntare V. Tras el golpe de Estado en noviembre liderado por Michel Micombero, fue arrestado. Posteriormente recuperó su libertad y el 28 de noviembre de 1967 fue nombrado para un puesto sinecura en la Autoridad Portuaria de Buyumbura, donde formó parte de la Junta Ejecutiva. De 1975 a 1976 se desempeñó como embajador de Burundi en Tanzania.

## Vida posterior
Aunque no volvió a ocupar cargos públicos tras dejar la Embajada en Tanzania, siguió comprometido con la política en Burundi y se convirtió en defensor del reconocimiento pleno de los Ganwa como una etnia separada de los otros grupos étnicos importantes de Burundi.
En 2001, cofundó el Partido Monárquico Parlamentario. Murió el 28 de abril de 2003 a la edad de 83 años.